# 生活道路

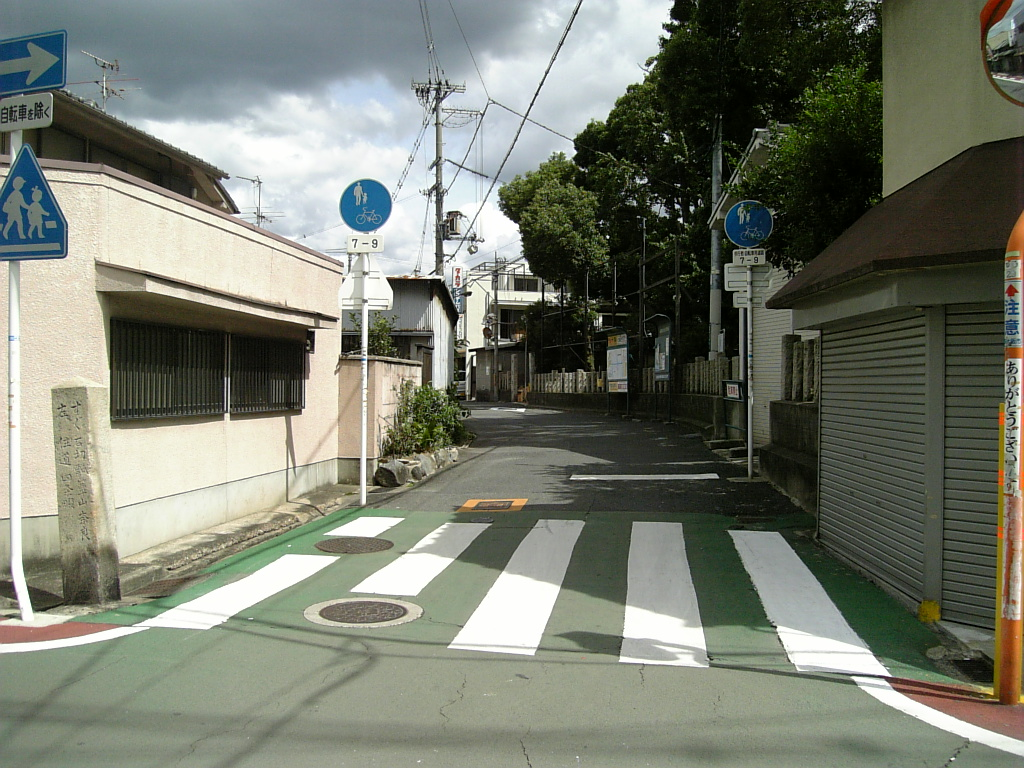
緩やかに湾曲し見通しの悪い生活道路の例。
河内街道-暗越奈良街道交差点

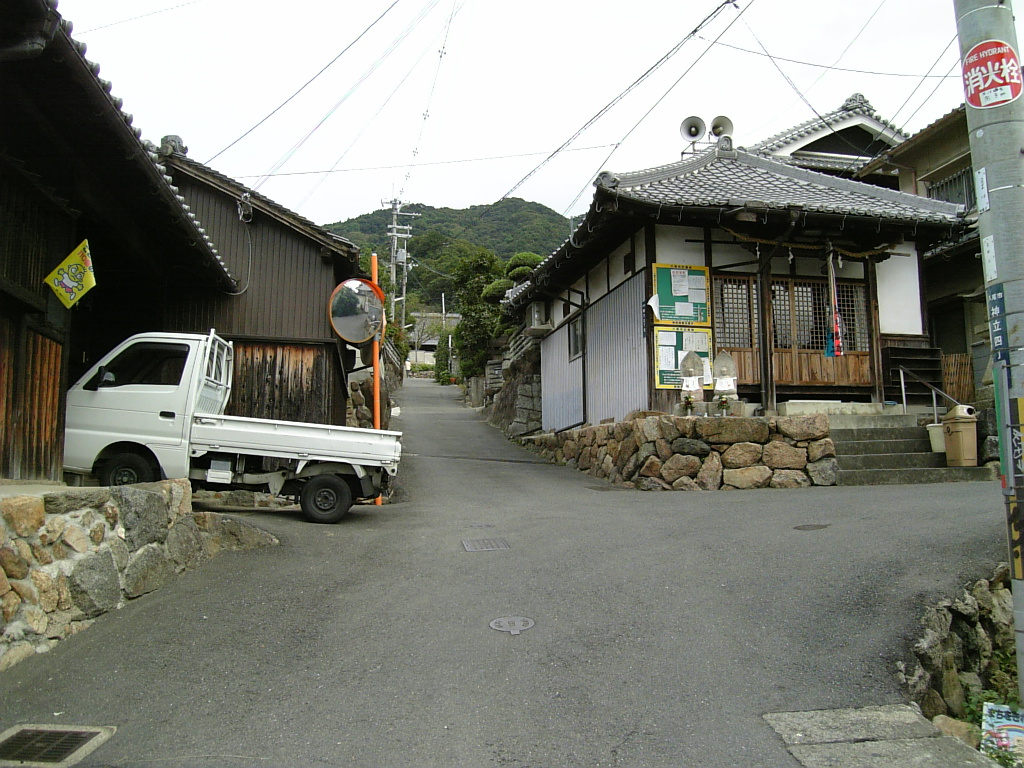
かつての街道も、他の道が整備された後に生活道路として利用される。
俊徳街道・十三街道

生活道路（せいかつどうろ）とは、その地域に生活する人が、住宅などから主要な道路に出るまでに利用する道のこと。ただし、多義的な概念で、一般的な語義のほか、交通関係機関における使用上の定義、道路の計画論における定義などがあり、共通して認識されている側面もあればそれぞれの整理の視点で異なる側面もある。

## 日本における生活道路

### 定義
交通関係機関における使用上の定義では、一般社団法人交通工学研究会の『生活道路のゾーン対策マニュアル』が「地区に住む人が地区内の移動あるいは地区から幹線道路（主に国道や県道などで通過交通を担う道路）に出るまでに利用する道路」と定義している。また、警察庁の『生活道路におけるゾーン対策推進調査研究報告書』では「主として地域住民の日常生活に利用される道路で、自動車の通行よりも歩行者・自転車の安全確保が優先されるべき道路」と定義している。
交通安全施策の検討では生活道路を「幅員5.5m未満道路」と定義するものもある。
国語辞典でも様々な定義があるが、幹線道路と対となる用語とされ、住宅街や商店街などへのアクセス道路として供用されること、道路幅員が狭く自動車交通量よりも歩行者交通量が多いこと、地域住民が日常生活で利用することなどの特徴で定義づけられている。

### 施策の歴史
- 1972年 - スクールゾーン（小学校の校区ごとに徒歩通学できる学校から約500メートルの範囲）を設定[1]。
- 1988年 - シルバーゾーンを設定（高齢者の通行が多い範囲が対象）[1]。
- 2012年 - ゾーン30（30km/h規制）を導入[1]。
- 2026年 - 最高速度30kmに変更予定[3]。

## 欧州における生活道路

### 歩車分離と歩車共存
ヨーロッパではラドバーンの小道やミュンヘンの歩行者街路など歩車分離により歩行者の改善を図る例と、オランダのボンエルフのように歩車共存の原理に基づき整備される例がある。

### オランダ
オランダの都市デルフトは、自動車の運転速度を下げさせるために短冊形の道路やハンプの設置などによって道路の構造を変えて歩車共存を図ろうとするボンエルフの発祥の地である。
また、オランダでは子供や高齢者などの交通弱者の日常交通の安全性を確保するため、1984年から住宅地区（幹線道路あるいは局地分散道路によって区画される住宅、学校、近隣商店で占められる地区）をゾーン30（30km/h規制）の対象としてる。

### ドイツ
ドイツでは1983年からゾーン30（30km/h規制）を導入し、学校周辺の安全向上、排ガスや騒音問題の削減、生活環境質の向上などの観点から、運転者が制限速度に納得できる範囲で設定されている。